# Ensis siliqua
El longueirón, navaja o muergo (Ensis siliqua) es una especie de molusco bivalvo de la familia Pharidae.
La especie fue definida en 1758 por Carlos Linneo en la décima edición de su Systema Naturae con el nombre de Solen siliqua. Más tarde fue reclasificado en el género Ensis.
Es comestible y muy apreciado gastronómicamente.

## Descripción y distribución
Tiene una concha rectangular alargada de hasta 22 cm de longitud, con las válvulas simétricas, de color blanco azulado, con perióstraco de color marrón en los márgenes.
Vive en playas arenosas ligeramente fangosas. Es una especie muy común en el noreste del Océano Atlántico, desde Noruega hasta Marruecos y las islas de la Macaronesia (Canarias y Madeira), pasando por el Mar del Norte, el Golfo de Vizcaya, el Mar Cantábrico y las costas del Atlántico de la península ibérica, y en el Mar Mediterráneo. Es especialmente abundante en toda la costa de Galicia, donde es explotado comercialmente en la zona de Finisterre.

## Biología
Los sexos están separados, y es una especie ovípara. Se suele alimentar de fitoplancton y de partículas de materia orgánica en suspensión. Viven en agujeros diseminados en lechos marinos, que alcanzan hasta 50 cm de profundidad.